# Tinieblas
Manuel Leal Peña (Ciudad de México, 8 de junio de 1939), conocido como Tinieblas, es un luchador profesional y actor mexicano.

## Primeros años
Manuel Leal Peña nació el 8 de junio de 1939 en Ciudad de México.

## Carrera

### Lucha libre profesional
Tinieblas inicialmente se desempeñó como fisicoculturista y especialista de cine, antes de que fuera descubierto por los luchadores Black Shadow y Dory Dixon. Impresionados por su físico, lo convencieron de perseguir una carrera como luchador profesional. En 1966, nació su hijo, Tinieblas Jr., quien al crecer también se convirtió en luchador.
En 1968, Valente Pérez, editor de la revista Lucha Libre, tuvo la idea de un personaje que serviría como rival para el luchador Mil Máscaras. Fue así que creó un personaje con capucha sin rostro y lo llamó «Tinieblas». Pérez lo eligió a él para personificar a dicho personaje. Finalmente el 20 de agosto de 1971, Tinieblas hizo su debut profesional como técnico. Sus habilidades luchísticas lo convirtieron en uno de los luchadores más aclamados de su época, lo que lo llevó a hacer giras internacionales, destacando en 1974 por haber sido uno de los primeros luchadores mexicanos en realizar una gira por Japón.
Alrededor de 1984, eligió a Aluxe como su acompañante, un mánager de lucha libre con enanismo que inicialmente se había desempeñado como luchador, a quien contactó para que trabajaran juntos. Aluxe estaba inspirado en los elfos mayas conocidos como aluxes, así también como en los Ewoks de la franquicia de películas de Star Wars. Ambos fueron bien recibidos por el público, e incluso aparecieron en un episodio de Las aventuras de Capulina, una serie de televisión protagonizada por el actor y comediante Gaspar Henaine transmitida en 1989. Juntos también aparecieron en otras emisiones como Súper Vacaciones y Odisea Burbujas.
El 13 de diciembre de 2023, presentó Tinieblas: El Gigante Sabio, un libro escrito por Raúl Criollo, a quien él mismo le habló sobre su vida y carrera para poder hacerlo. El 21 del mismo mes, compartió que a pesar de su edad, en ese entonces contado con 84 años de edad, quisiera tener un «gira del adiós» para retirarse «dignamente» como luchador profesional.

### Actuación
Tinieblas también hizo apariciones en películas de luchadores. En 1971, interpretó a un miembro de un escuadrón de superhéroes enmascarados en la película Los Campeones Justicieros (1971).

### Política
En 2021, se postuló e incursiono como candidato del extinto partido político Redes Sociales Progresistas, con la finalidad de convertirse en alcalde de la demarcación Venustiano Carranza durante las elecciones locales de la Ciudad de México de ese año. Con un porcentaje del 0.80 %, fue el segundo candidato con menos votos, perdiendo ante Evelyn Parra Álvarez de la desaparecida coalición electoral Juntos Hacemos Historia.

## Legado
Tinieblas debutó a los 32 años, una edad relativamente avanzada para la lucha libre, por lo que nunca alcanzó el mismo pico físico que muchos otros luchadores populares de su generación. Sin embargo, su personaje sigue siendo popular entre los jóvenes fanáticos de la lucha libre, principalmente debido a su aparición en cómics y películas.
Una constante broma que perduró durante el transcurso de su carrera, era que detrás de su máscara se encontraba el cronista y periodista deportivo Alfonso Morales Villela, conocido como Doctor Alfonso Morales. Dicho chiste quedó plasmado como una de las mofas más recordadas de la lucha libre mexicana.

### Cómics
Tinieblas fue el segundo luchador, después de El Santo, en tener una serie de cómics basada en su personaje. Sus primeros cómics se imprimieron entre 1976 y 1979, década en la que también hizo apariciones en algunas fotonovelas. En 1991, se creó una nueva serie de historietas basadas en su personaje, llamada Tinieblas, El Hijo de la Noche. Sus cómics continuaron comercializándose hasta 1995. En 2000, su serie de cómics titulados Tinieblas, tuvieron un relanzamiento.

### Videojuegos
El juego arcade de lucha libre 2D Saturday Night Slam Masters lanzado por la compañía de juegos japonesa Capcom en 1993, presentaba un jefe final llamado «El Escorpión», cuya apariencia se inspiró en Tinieblas. El nombre del personaje en la edición japonesa original del juego era «The Astro» (アストロ, Asutoro).

## Filmografía

### Cine
| Año  | Título                                  | Papel                             | Notas                                      |
| ---- | --------------------------------------- | --------------------------------- | ------------------------------------------ |
| 1969 | Todo por nada                           | Personaje desconocido             | Acreditado como Manuel Leal                |
| 1969 | Modisto de señoras                      | Modelo                            | No acreditado                              |
| 1970 | Santo y Blue Demon contra los monstruos | Frankenstein (sic)                | Acreditado como Manuel Leal                |
| 1970 | El mundo del los muertos                | Falso López / Luchador en el ring | No acreditado                              |
| 1971 | Los campeones justicieros               | Tinieblas el Gigante              | Acreditado como Tinieblas el Gigante       |
| 1971 | Superzan El Invencible                  | Luchador                          |                                            |
| 1972 | Santo contra las momias                 | Satán                             | No acreditado                              |
| 1972 | Kalimán, el hombre increíble            | Personaje desconocido             | Acreditado como Manuel Leal                |
| 1972 | El metiche                              | Tony                              | Acreditado como Manuel Leal                |
| 1973 | Una rosa sobre el ring                  | Personaje desconocido             | No acreditado                              |
| 1973 | El castillo de las momias de Guanajuato | Tinieblas                         | Acreditado como Tinieblas el Gigante       |
| 1974 | Leyendas macabras de la colonia         | Personaje desconocido             | Acreditado como Tinieblas el Gigante       |
| 1975 | Las momias de San Ángel                 | Personaje desconocido             | Acreditado como Tinieblas el Gigante       |
| 1975 | El investigador Capulina                | Personaje desconocido             |                                            |
| 1980 | El látigo contra las momias asesinas    | Personaje desconocido             | Acreditado como Manuel Leal 'El Tinieblas' |
| 1982 | El puño de la muerte                    | Personaje desconocido             |                                            |
| 1982 | La furia de los karatecas               | Tinieblas                         |                                            |

### Televisión
| Año  | Título                    | Papel     | Notas                    |
| ---- | ------------------------- | --------- | ------------------------ |
| 1989 | Las aventuras de Capulina | Tinieblas | Episodio: «La explosión» |

## Campeonatos y logros
- World Wrestling Association
  - WWA World Heavyweight Championship (1 vez)

## Luchas de apuestas
| Ganador             | Perdedor                     | Lugar                     | Evento         | Fecha                   | Notas      |
| ------------------- | ---------------------------- | ------------------------- | -------------- | ----------------------- | ---------- |
| Tinieblas (máscara) | El Internacional (máscara)   | Desconocido               | Evento en vivo | Desconocida             |            |
| Tinieblas (máscara) | TNT (cabellera)              | Ciudad de México          | Evento en vivo | 24 de julio de 1973     |            |
| Tinieblas (máscara) | Red Terror (máscara)         | Desconocido               | Evento en vivo | 24 de abril de 1982     |            |
| Tinieblas (máscara) | Súper Máquina (cabellera)    | Ciudad de México          | Evento en vivo | 13 de noviembre de 1983 |            |
| Tinieblas (máscara) | Bill Anderson (cabellera)    | Los Ángeles, California   | Evento en vivo | 1987                    |            |
| Tinieblas (máscara) | Abdullah Tamba (cabellera)   | Los Ángeles, California   | Evento en vivo | 1987                    |            |
| Tinieblas (máscara) | Médico Asesino Jr. (máscara) | Torreón, Coahuila         | Evento en vivo | 4 de abril de 1999      |            |
| Tinieblas (máscara) | El Enfermero 2001 (máscara)  | Ciudad Juárez, Chihuahua  | Evento en vivo | 21 de enero de 2001     | [ Nota 1 ] |
| Tinieblas (máscara) | Zombie II (máscara)          | Ensenada, Baja California | Evento en vivo | 24 de enero de 2003     | [ Nota 2 ] |